# Dragomir Benčić
Dragomir Benčić (partizansko ime Brkin; Pula, 30. listopada 1911. - Zagreb, 23. lipnja 1967.), hrvatski inženjer građevinarstva, partizan, politički komesar, general i narodni heroj.